# Nogliki
Nogliki (rusky Ноглики) je sídlo městského typu v Sachalinské oblasti v Rusku. Žije zde 10 518 obyvatel (2023).

## Geografie
Obec se nachází na severovýchodě ostrova Sachalin, na pravém břehu řeky Tym, 9 km od jejího ústí do Nyjského zálivu Ochotského moře. V oblasti obce se do Tymu vlévají řeky Imčin a Nogliki.
Nogliki jsou správním střediskem stejnojmenného rajónu. Obec se nachází vzdušnou čarou 613 km severně od oblastního centra Južno-Sachalinsku. 

## Dějiny
V roce 1929 byla na břehu řeky Tym postavena první dvoupatrová dřevěná budova, tím byly položeny základy nové obce. Ve 30. letech 20. století se zde začal rozvíjet ropný průmysl. Během Velké vlastenecké války poskytovali místní naftaři palivo pro veškeré vojenské vybavení Sachalinu.
V roce 1960 získala obec status sídlo městského typu.
V létě 1998 vypukly v severní části Sachalinu, včetně Nogliki, obrovské požáry. Připravovala se evakuace obce, nad kterou se několik týdnů vznášel hustý smog. Po dobu několika týdnů hasiči bojovali s požárem a Nogliki se podařilo zachránit.
V roce 2009 byla v obci postavena nová okresní nemocnice a největší sportovní areál na celém Sachalinu.

## Hospodářství a doprava

### Průmysl
V Nogliki tradičně prosperuje rybářský a lesnický průmysl, po roce 2000 se rozvíjí zpracování ropy a zemního plynu. Nogliki slouží jako základna pro projekty Sachalin-1 a Sachalin-2.

### Železnice
V obci je železniční stanice Nogliki, která je konečnou stanicí Sachalinské železnice z Korsakova a Južno-Sachalinsku.

### Letiště Nogliki
Letiště bylo od počátku určeno pro pracovníky společností ropných a plynárenských těžebních společností. V roce 2004 bylo letiště otevřeno i pro veřejnost. Od roku 2017 jsou z letiště poskytovány leteckou společností Aurora civilní lety do Chabarovsku a Južno-Sachalinsku.
Vrtulníky z letiště obsluhují také pobřežní těžební plošiny.

### Autobusová doprava
V obci funguje městská hromadná doprava zajišťovaná autobusy. Existuje zde pravidelné autobusové spojení s Ochou a Poronajskem.

## Sport
V obci je fotbalový klub FC Nogliki, který hraje v ruské 3. divizi.

## Galerie

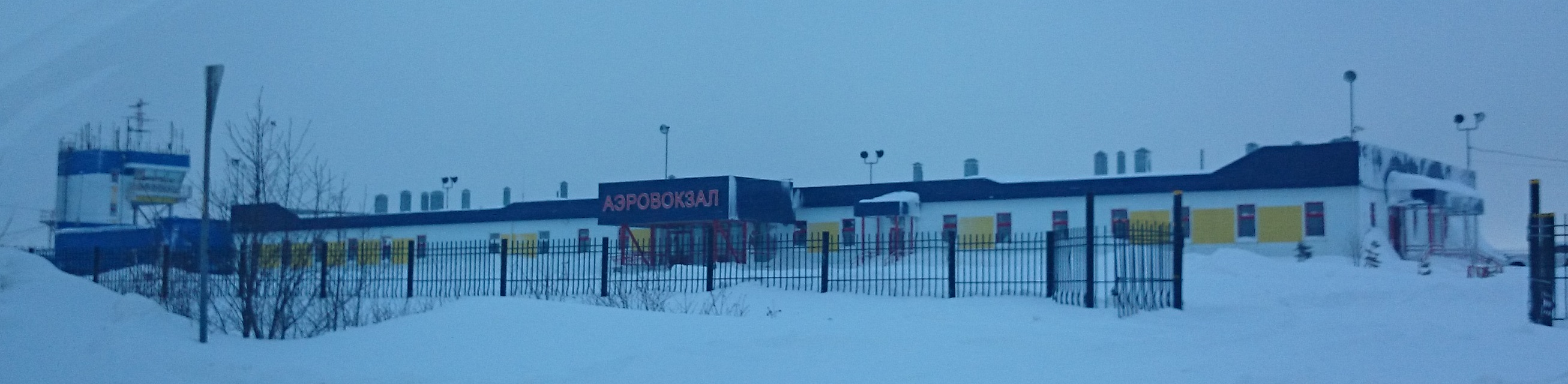
Letiště Nogliki (2015)
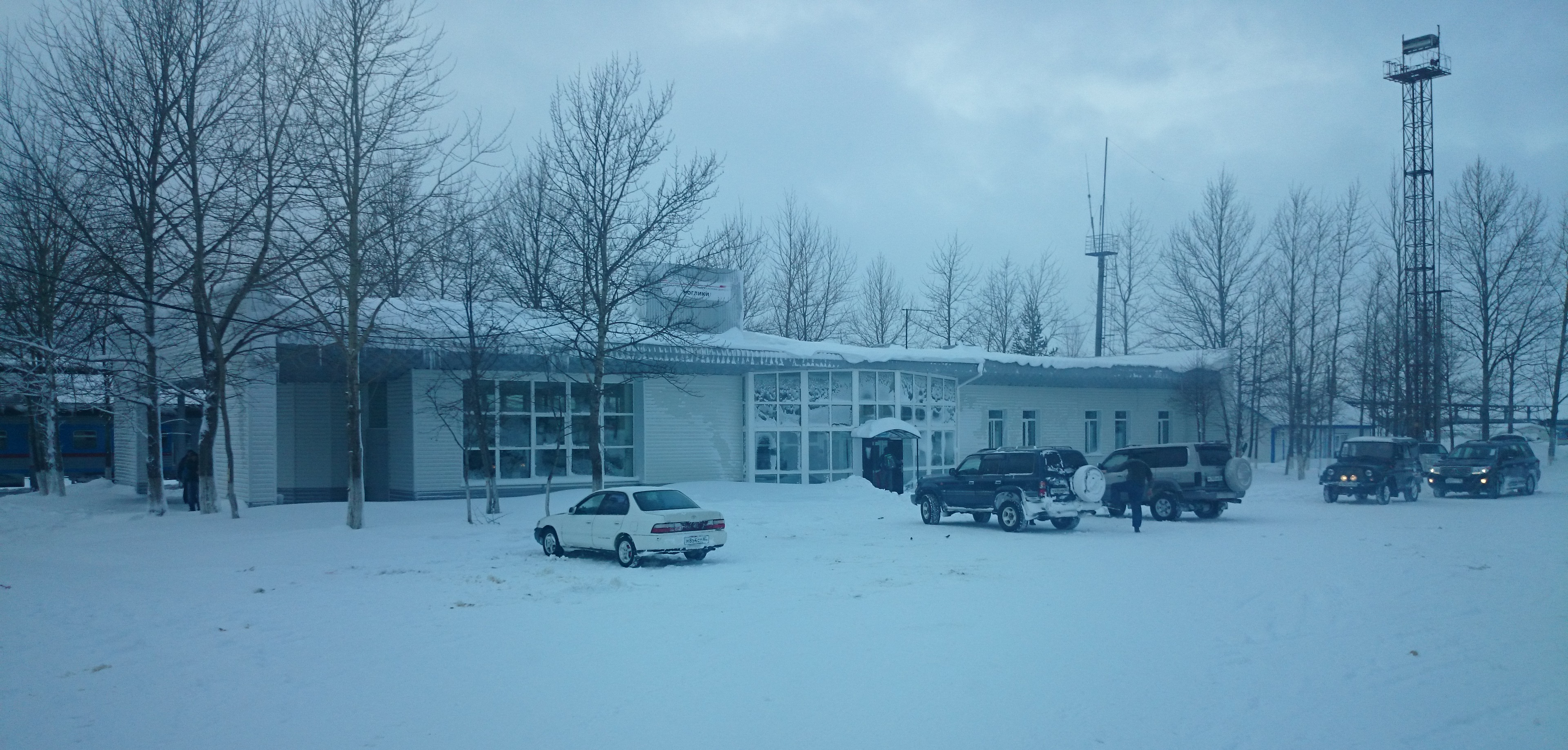
Nádraží Nogliki (2015)
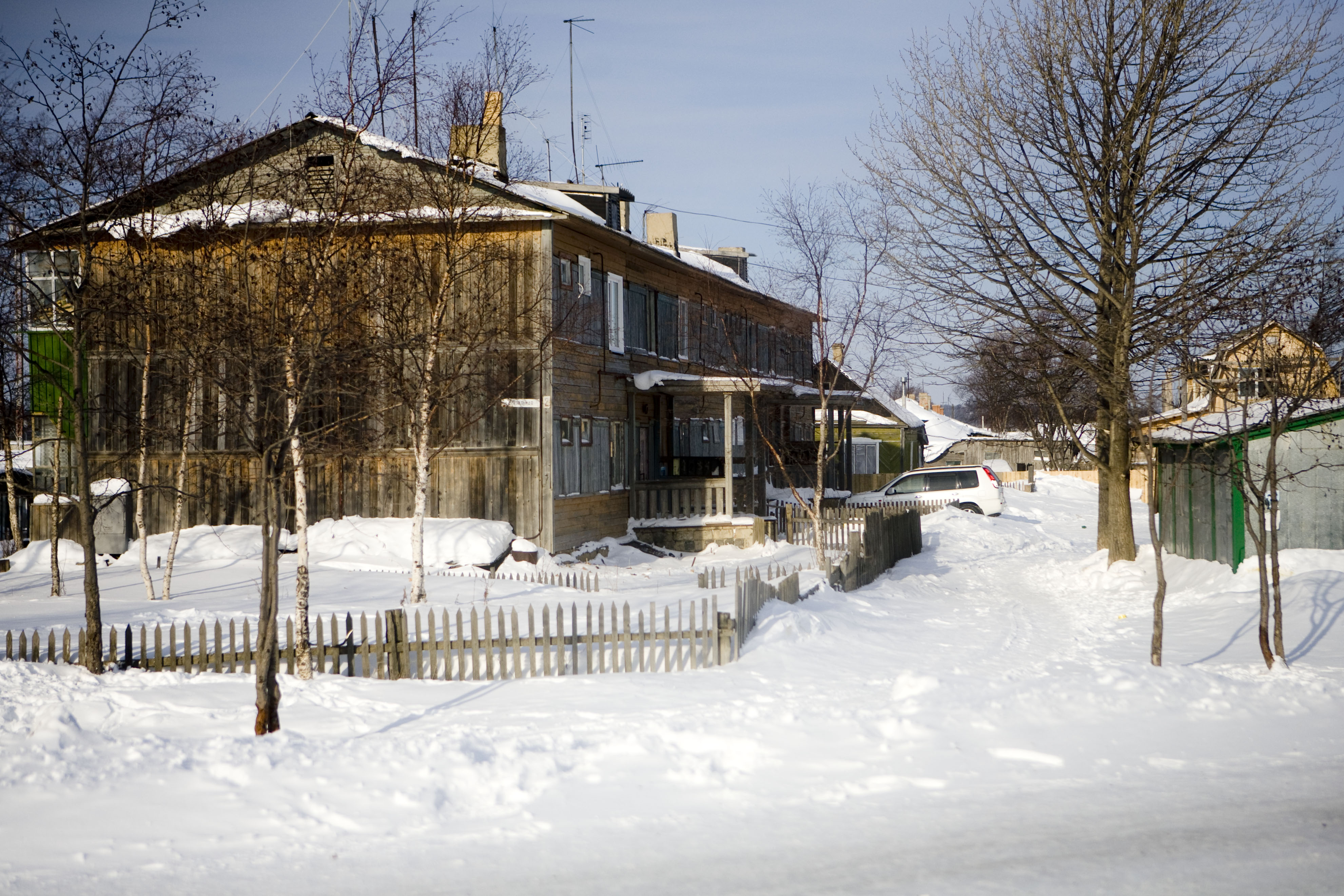
Obytná budova (2009)
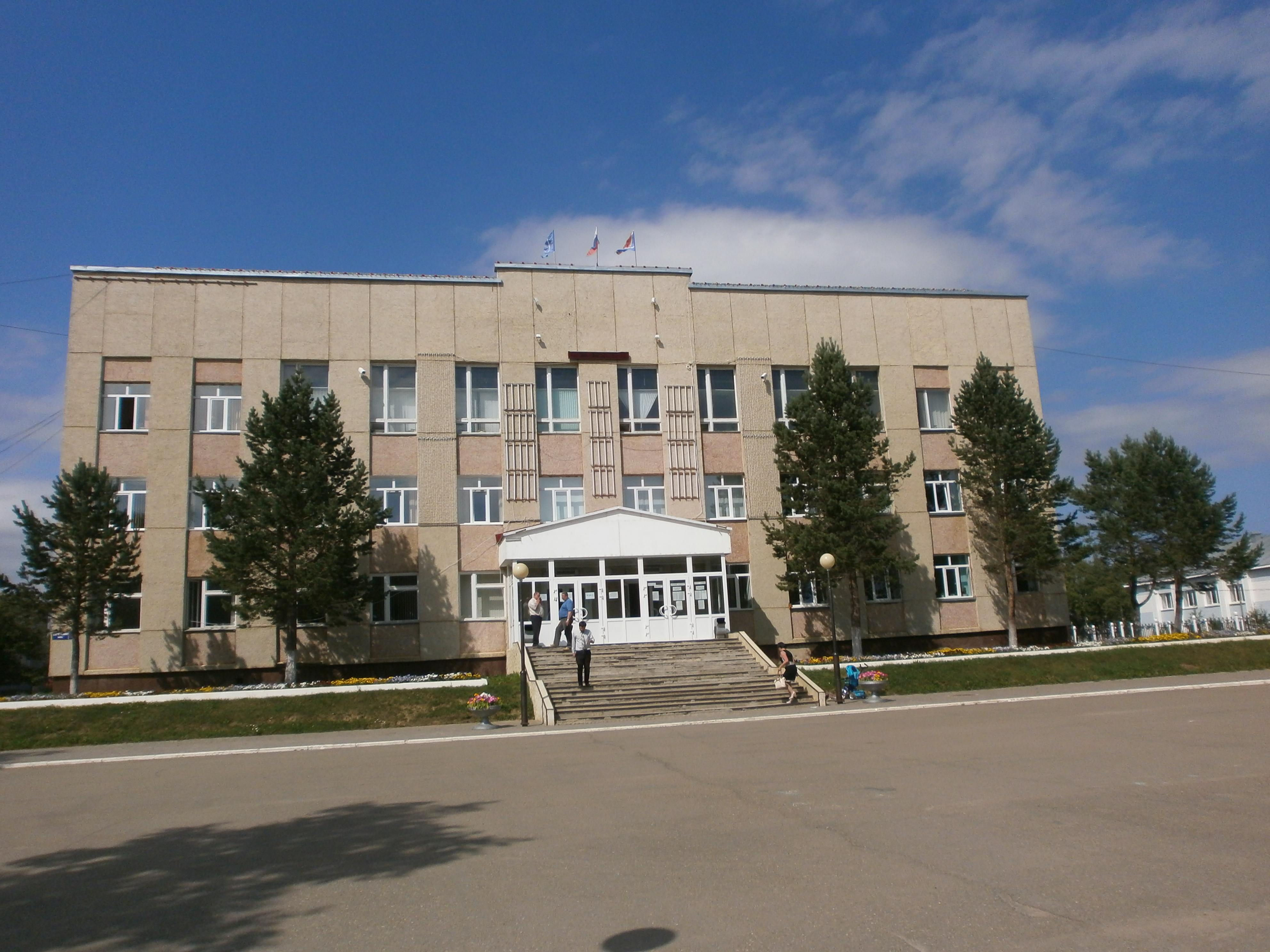
Radnice (2012)
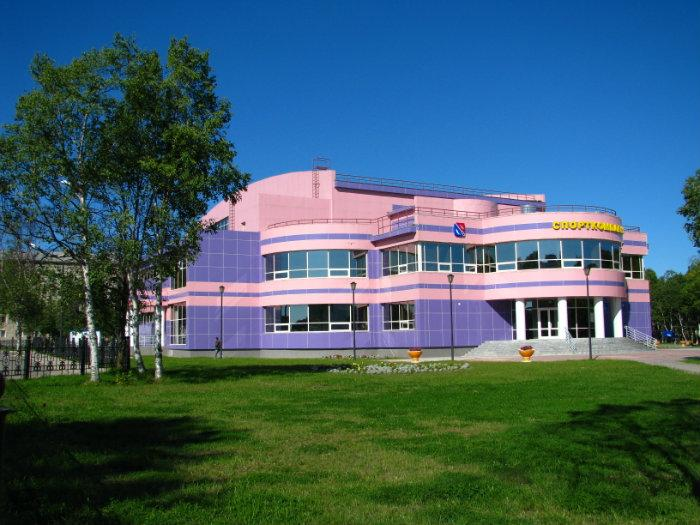
Sportovní komplex Arena (2011)
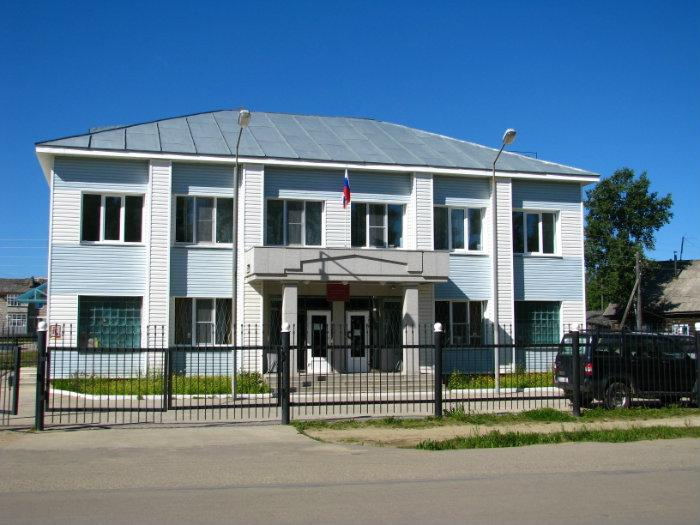
Budova okresního soudu (2011)
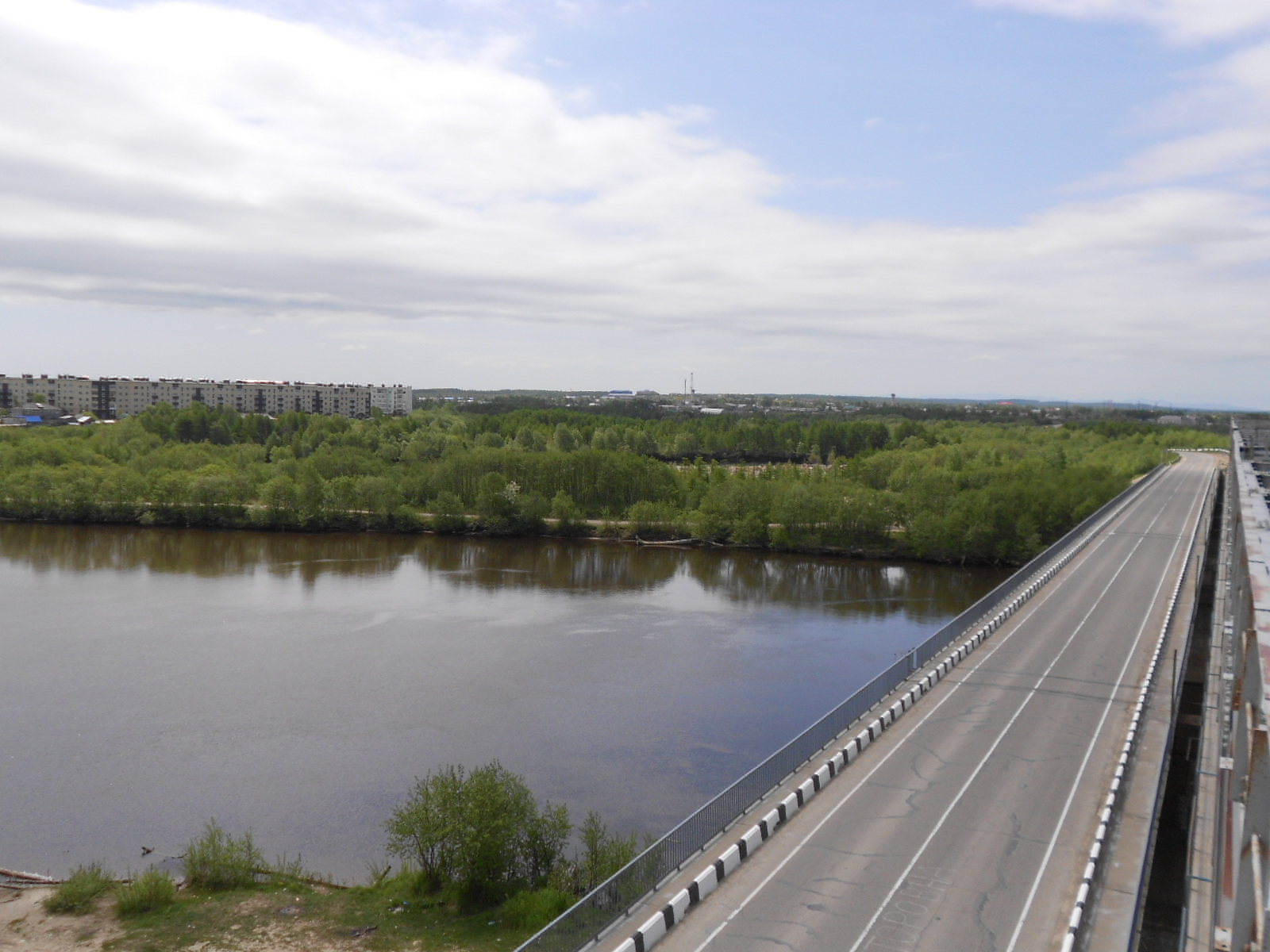
Pohled na Nogliki od řeky (2016)